# Marco V
Marco Verkuylen, más conocido como Marco V (Eindhoven) (Países Bajos, 3 de abril de 1966) es un DJ y productor de música trance. Es padre de Thomas Newson, reconocido DJ y productor.

## Biografía
A la edad de 14 años, comenzó a mezclar música. En 1996 se convirtió en DJ residente de la discoteca De Danssalon, la más grande de Eindhoven. Poco después, conoció a Benjamin Bates, con quien comenzó a producir música. Bates sigue siendo su socio más importante y uno de sus mejores amigos. Ambos integraron varios proyectos juntos, algunos de ellos conocidos como Southside Spinners, 8th Wonder y Mo'Hawk, entre otros.
Su primer gran éxito fue "In Charge", lanzado en 2000. Le siguieron grandes producciones como Godd, C:\del*.mp3, Automanual y More Than A Life Away. Sus remixes, como el clásico Café Del Mar para Energy 52 y Such Is Life para Rank 1, eran destacados dentro de la escena dance.
En el 2002, lanzó su álbum debut titulado Con:Fusion por el sello ID&T.
En 2005, lanza su sello discográfico propio In Charge, siendo un subsello de Be Yourself Músic. Ese mismo año lanzó su segundo álbum de estudio titulado 200V. En él, incluían éxitos como False Light y Second Bite.
Al tener una abundante cantidad de producciones, a principios de 2009 decidió lanzar en el transcurso del año, una serie de álbumes en dos ediciones por separado, titulado Propaganda.

## Discografía

### Álbumes
- 2002: Con:Fusion
- 2005: 200V
- 2009: Propaganda - Part 1
- 2009: Propaganda V2

### Sencillos/EP
- 1998 The Vibes (Want You Back)
- 1999 The Message
- 1999 Heaven's Here
- 1999 V.ision Phase 1 (de 3)
- 2000 V.ision Phase 3 (de 3)
- 2000 V.ision Phase 2 (de 3)
- 2000: In Charge
- 2001: Certainly
- 2001: Simulated
- 2001: Godd
- 2002: Con:fusion Album Sampler Pt 1
- 2003: Con:fusion Album Sampler Pt 2
- 2003: Loops & Tings (Relooped)
- 2003: C:\del*.mp3 / Solarize
- 2004: Automanual
- 2005: Second Bite
- 2005: More Than a Life Away
- 2006: 200V - UK EP
- 2006: False Light
- 2008: Dudak
- 2008: Sessions
- 2008: Organic (con Sander van Doorn)
- 2009: Unprepared
- 2009: What Say? (con Sander van Doorn)
- 2009: Solitary Confinement
- 2010: Coming Back (con Jonathan Mendelsohn)
- 2010: Ego Clash (con Mohawk)
- 2011: Rokker
- 2011: Sticker
- 2011: Nuf-Z
- 2011: Groove Machine (con Paul Oakenfold)
- 2011: Reaver
- 2011: Provider
- 2011: Contour
- 2012: Analogital
- 2012: Scream (con Marcel Woods)
- 2012: Solid Sounds
- 2012: GOHF
- 2012: 10PM
- 2012: Speakfreak
- 2012: Engine Is More Than A Life Away (Marco V. Vs. De Leon & Gum Me)
- 2012: Lotus (con Doctors In Florence)
- 2012: BASH!! (con Jochen Miller)
- 2013: Walhalla
- 2013: Bagabull
- 2014: Nashoba
- 2014: Jaguar (con Thomas Newson)
- 2015: Together (con Thomas Newson feat. RUMORS)

### Remixes
- 2001: Rank 1 Feat. Shanokee – Such Is Life
- 2001: Liquid DJ Team – Liquidation
- 2001: Marc Et Claude – Lovin' You

- 2002: Energy 52 – Café del Mar
- 2002: Blank & Jones – DJs, Fans & Freaks (D.F.F.)

- 2003: Paul van Dyk – Connected
- 2003: Coldplay – Clocks
- 2003: Scott Bond vs. Solarstone – 3rd Earth

- 2004: Futureshock – Pride's Paranoia
- 2004: Age Of Love – The Age Of Love (Marco V 2004 Remix)
- 2004: DJ Ton T.B. – Dream Machine

- 2006: Tom Snare – Philosophy
- 2006: Coburn vs. Robbie Rivera – Superstar (Marco V Edit)
- 2006: Robbie Rivera – The Shout (Marco V Reconstruction Mix)
- 2006: Phatzoo – Twisted Tweak

- 2007: Meck Feat. Dino – Feels Like Home
- 2007: Josh Wink – Higher State of Consciousness
- 2007: DJ Delicious Presents Phunk-A-Delic – Rockin'
- 2007: San Feat. Olivia Lewis – Déjà Vu

- 2008: Ali Wilson – Shakedown
- 2008: Nic Chagall – What You Need

- 2009: DJ Dero – Dero's Rave

- 2010: DJ Preach Feat. Matthew Ryan – Spark
- 2010: Southside Spinners – Luvstruck 2010 (Marco V Revixed)

- 2011: Andain – Promises
- 2011: Nicole Scherzinger feat. 50 Cent – Right There
- 2011: Sharam Jey feat. Nik Valentino – The More That I Do
- 2011: HJM – 222
- 2011: Marcel Woods – Advanced
- 2011: Trevor Castillo – This Feeling
- 2011: The Killers – Mr. Brightside (Marco V Treatment)

- 2012: Sharam Jey feat. Katrina Noorbergen – Living Like I'm Dying
- 2012: Daddy's Groove & Little Nancy – It's Not Right, But It's Okay
- 2012: James Blunt – Superstar (Marco V Rave Mix)
- 2012: Madonna – Turn Up the Radio
- 2012: NERVO – You're Gonna Love Again
- 2012: Drumsound & Bassline Smith – Through The Night
- 2012: Hard Rock Sofa & DJ Squire Ft. Max'C - Just Can't Stay Away
- 2013: Starfuckers Ft. Miracle - One Night